# میلیشوتس
شهر میلیشوتس (به رومانیایی: Milişăuţi) در شهرستان سوچاوا در کشور رومانی واقع شده‌است. جمعیت این شهر ۸٬۴۳۳ نفر  است.